# Сьюард (Нью-Йорк)
Сьюард (англ. Seward) — місто (англ. town) в США, в окрузі Скогарі штату Нью-Йорк. Населення — 1583 особи (2020).

## Демографія
Згідно з переписом 2010 року, у місті мешкали 1763 особи в 675 домогосподарствах у складі 497 родин. Було 790 помешкань
Расовий склад населення:
| - 96,1 % — білих - 0,7 % — азіатів - 0,6 % — чорних або афроамериканців - 0,1 % — вихідців з тихоокеанських островів |

До двох чи більше рас належало 1,6 %. Частка іспаномовних становила 3,8 % від усіх жителів.
За віковим діапазоном населення розподілялося таким чином: 22,2 % — особи молодші 18 років, 64,8 % — особи у віці 18—64 років, 13,0 % — особи у віці 65 років та старші. Медіана віку мешканця становила 43,6 року. На 100 осіб жіночої статі у місті припадало 100,8 чоловіків;  на 100 жінок у віці від 18 років та старших — 100,9 чоловіків також старших 18 років.
Середній дохід на одне домашнє господарство  становив 66 219 доларів США (медіана — 55 508), а середній дохід на одну сім'ю — 75 764 долари (медіана — 69 196). Медіана доходів становила 50 547 доларів для чоловіків та 39 688 доларів для жінок. За межею бідності перебувало 15,6 % осіб, у тому числі 18,3 % дітей у віці до 18 років та 18,1 % осіб у віці 65 років та старших.
Цивільне працевлаштоване населення становило 825 осіб. Основні галузі зайнятості: освіта, охорона здоров'я та соціальна допомога — 22,8 %, будівництво — 15,9 %, роздрібна торгівля — 14,4 %.